# Cin... cin... cianuro
Cin... cin... cianuro es una película italiana de 1968 dirigida por Ernesto Gastaldi.

## Argumento
Una chica hermosa, experta en robos, se dedica a infiltrarse en bandas de malhechores para luego denunciarlos a la policía y cobrar un tanto por ciento del botín recuperado. Hasta que, durante un robo, ella es la estafada y descubre que el botín está compuesto de joyas falsas. Ella decide asociarse con un ladrón de joyas para vengarse.

## Reparto
- Brad Harris como George.[1]
- Mara Maryl como Poupette.
- Gordon Mitchell como Al Rubino.
- Enzo La Torre
- Fabienne Dali
- Jean-Marie Proslier
- Vanni Materassi
- Claudio Ruffini

## Recepción
Roberto Curti en Tonino Valerii encuentra similitudes entre esta película y Sahara Cross (1977).